# Tioketen
Tioketeni su organosumporna jedinjenja analogna ketenima sa opštom formulom , gde je R alkil ili aril. Tioketen (etenon) je isto tako jedinjenje , koje je najjednostavniji tioketen. Tioketeni su reaktivni, i skloni polimerizaciji. Neki tioketeni se formiraju kao tranzijentne vrste nakon pirolize 1,2,3-tiadiazola.
Bis(trifluorometil)tioketen je redak primer stabilnog tioketena. Još jedan stabilan tioketen je ugljen subsulfid (S=C=C=C=S).